# バンソン
バンソン（英:Vanson）は、主にモーターサイクル向けに作られたウェアを中心に展開しているアメリカ合衆国のアパレル企業である。設立当初の社名はVanson Associates Inc (バンソン・アソシエイツ）。

## 歴史
1974年、ボストン大学経営学部出身のMichael Van De sleesenがマサチューセッツ州ボストンにて設立。マイケルは自宅をオフィスにしてミシンとタイプライターのみでライダースジャケットの製作を始める。地元のレースシーンを中心に発展していった。
1978年のオイルショックが原因で1980年初頭から会社は不況の影響を受けて業績は悪化した。1983年にバンソンは倒産した。1984年、工場をマサチューセッツ州サザンランドへ移行し、フレッドワイズ氏によって「Vanson Leathers」として復活させた。1980年代後半 同州のクインシーに工場を移行した。

## 発展
バンソンは復活以来、モーターサイクル用のレザージャケット市場に進出した。日本、ヨーロッパからの需要が高まった。2013年の春、バンソン・テキスタイル・モーターサイクルウエアの製作が始まる。
日本では有限会社オールドネイビーが代理店として製品を販売している。